# KERIS
Pour les articles homonymes, voir Keris.
KERIS (Korea Education and Research Information System, Service Coréen de Recherche d'Information sur l'Éducation) en coréen 한국교육학술정보원, est un organisme gouvernemental sous la tutelle du ministère de l'Éducation, de la Science et la Technologie, qui développe, propose et conseille sur les politiques gouvernementales actuelles et futures et les initiatives liées à l'éducation en Corée du Sud.
Son objectif actuel est le développement des Technologies de l'Information et de la Communication (TIC) dans les systèmes éducatifs en Corée du Sud et à l'étranger. KERIS travaille en étroite collaboration avec des organisations internationales comme la Banque mondiale et l'UNESCO pour assister d'autres pays dans le développement et l'amélioration de leurs infrastructures en matière de TIC et de leurs mises en œuvre.
Outre ses propositions politiques, KERIS fournit aux éducateurs et au public des services éducatifs tels que le Service National d'Information sur l'Éducation (National Education Information Service, NEIS) - neis.go.kr, le Service pour la Recherche d'Information (Research Information Service System, RISS)  - riss4u.net, le Centre National pour l'Enseignement et Apprentissage (EDUNET) - edunet.net, et le Cours Ouvert de Corée (Korea Open Courseware, KOCW) - kocw.net.

## Histoire[3]

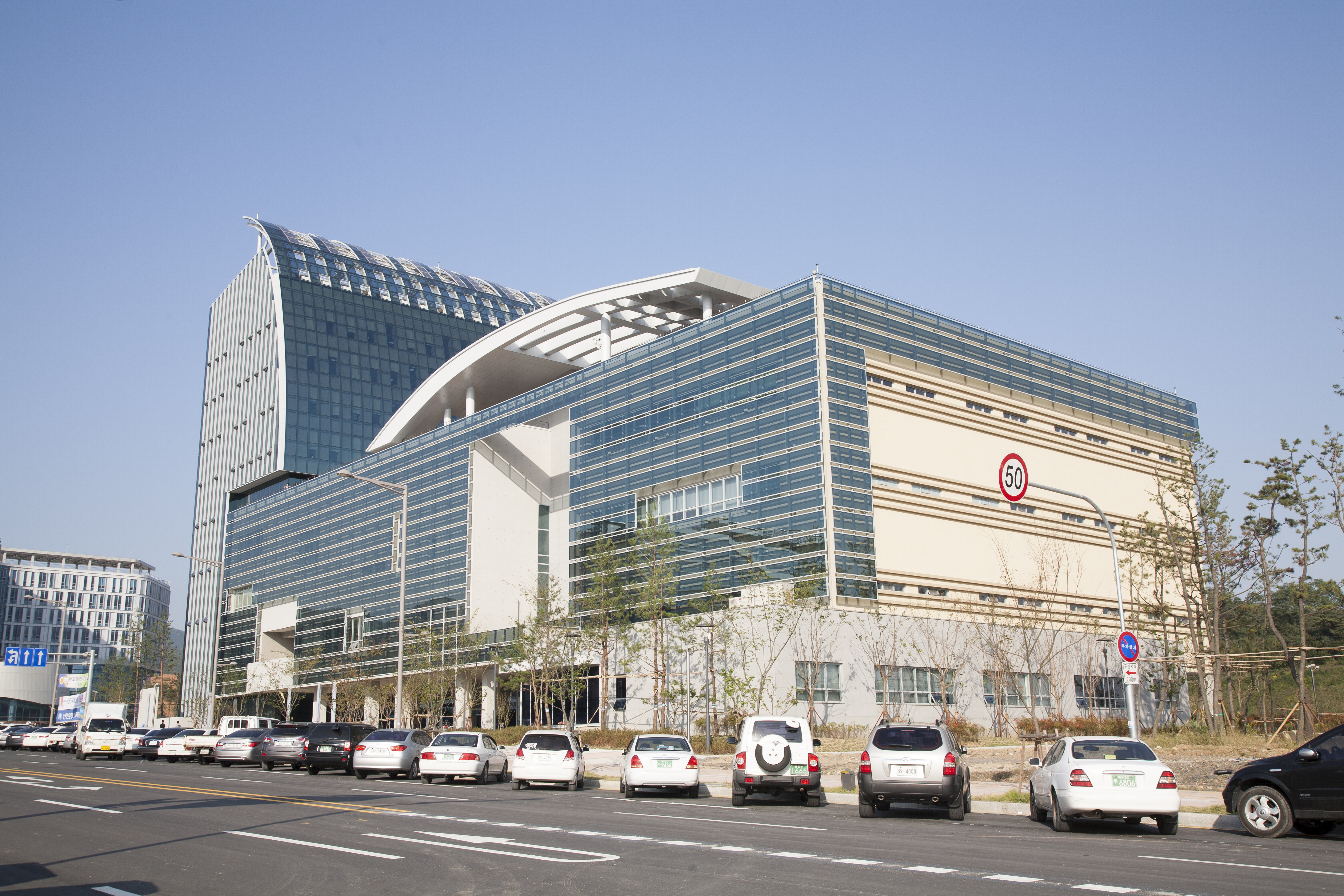
Siège situé à Daegu, en Corée du Sud.

KERIS a été instauré par la loi no 5685 le 22 avril 1999, par fusion du Centre Coréen de Formation au Multimédia (Korea Multimédia Education Center, KMEC) et du Centre Coréen de Recherche d'Information (Korean Research Information Center, KRIC).
| Septembre 1996 | Le premier service complet d'information éducative en Corée, EDUNET est fondé. |
| Mai 1998       | Le premier Système de Service pour la Recherche d'Information (RISS) est fondé. |
| Janvier 1999   | La loi coréenne sur le Service d'Information de l'Education et de la Recherche est approuvée. KMEC et KRIC sont regroupés pour constituer KERIS.                                                |
| Août 2000      | KERIS fournit des guides pédagogiques pour les écoles primaires et secondaires sur l'utilisation des TIC.                                                                                       |
| Mars 2001      | KERIS est désigné comme le « Centre National pour l'Éducation et la Recherche » par le ministère de l'Information et de la Communication.                                                       |
| Avril 2002     | EDUNET atteint 5 millions d'abonnés. |
| Avril 2002     | KERIS est désigné comme centre national des opérations du Service National de l’Information sur l'Education (NEIS) par le ministère de l'Éducation et du Développement des Ressources Humaines. |
| Mai 2002       | L'office national d'échange de ressources de l'éducation est fondée. |
| Novembre 2002  | Le système national de soutien pour la Bibliothèque numérique est fondé. |
| Mai 2003       | RISS atteint 0,5 million d'utilisateurs. |
| Novembre 2003  | 100 % des Universités et Instituts de recherche en Corée en Sud font partie du RISS. |
| Février 2008   | Ouverture du Centre d'Éducation sur la Cybersécurité (ECSC). |
| Juin 2008      | Dr Duk-Hoon Kwak prend ses fonctions comme cinquième président du KERIS. |
| Septembre 2008 | Lancement du projet de consultation avec l'Ouzbékistan. |
| Novembre 2008  | Début de la campagne: «Clean & Green Éducation» (respect de l'environnement). |
| Décembre 2008  | La Publication Informationnelle sur l'Éducation est fondée (informations sur les écoles, collèges, lycées).                                                                                     |
| Avril 2009     | Démarrage de l'étude de faisabilité du Projet d'Informatisation de l'Éducation en Colombie. |
| Décembre 2009  | Dr Se-Chun Yeoung prend ses fonctions comme sixième président du KERIS. |
| Avril 2010     | Désigné comme le Secrétariat de l'Instance pour la Standardisation des e-Publications. |
| Août 2010      | Inauguration des services mobiles pour la recherche d'information (Cyber Home Learning System, Excellent Instruction Video et KOCW).                                                            |
| Mars 2011      | Lancement de la nouvelle génération du Service National d'Information sur l'Éducation (NEIS).                                                                                                   |
| Mai 2011       | L'application pour smartphone KOWC a été choisie comme "App Award Korea BEST 30". |
| Septembre 2011 | Hôte du "e-Learning Korea 2011". |
| Octobre 2011   | Dr Chul-Kyun Kim prend ses fonctions comme septième président du KERIS. |
| Novembre 2011  | Hôte du symposium international sur les TIC dans les organisations coréennes et internationales.                                                                                                |
| Juillet 2012   | Ouverture du "0079 Educall", centre d'appel intégré répondant aux questions concernant les services du KERIS.                                                                                   |
| Novembre 2012  | M. Sung-Bin Lim prend ses fonctions comme huitième président du KERIS. |
| Novembre 2013  | Cérémonie d'ouverture pour les nouveaux locaux à Daegu. |
| Février 2014   | Établissement d'une infrastructure pour la gestion de l'information et de la communication du NEIS.                                                                                             |
| Décembre 2015  | Lancement du "RISS Analytics" (Système analytiques de Recherche d'Information basé sur les big data).                                                                                           |
| Décembre 2015  | Certification du ISMS (Système de Gestion de la Sécurité de l'Information) |
| Janvier 2016   | M. Seog-Soo Han prend ses fonctions comme neuvième président du KERIS. |

## Mission
La mission du KERIS est de développer les ressources humaines par l'apprentissage en ligne (e-learning), restaurer la confiance du public dans l'éducation, de poser les bases d'une société fondée sur la connaissance et des informations par la activation de l'apprentissage, et d'améliorer la compétitivité nationale dans les domaines de l'éducation et la recherche grâce à la numérisation des académies. KERIS oeuvre à la réalisation de ces objectifs en étant impliqué actuellement dans de multiples missions et projets en Corée du Sud et dans le monde entier.

### Tâches
- Amélioration de la qualité de l'éducation publique et le développement des ressources humaines par le biais des systèmes de soutien pour la formation en ligne.
- Fonctionnement et administration du Service National d'Information sur l'Éducation (NEIS),un système intégré conçu pour fournir un accès à l'information administrative des écoles nationales.
- Gestion du Centre National pour l'Enseignement et Apprentissage (EDUNET), un service d'information éducatives qui permet à tous les enseignants, les étudiants et les citoyens d'avoir un accès à des ressources pédagogiques de valeur et aussi, de faire fonctionner une communauté volontaire d'apprentissage en ligne.
- Gestion du Service pour la Recherche d'Information (RISS), un service d'échange d'informations donnant accès aux sources d'informations, aux textes intégraux d'articles de journaux parus et aux thèses écrites en Corée du Sud et à l'étranger.
- Révision du format KEM 2.0 pour la normalisation des métadonnées afin de promouvoir l'échange et la diffusion de l'information pédagogique et de la recherche.
- Organisation et gestion du système de soutien pour la Bibliothèque numérique afin de dynamiser le fonctionnement des bibliothèques scolaires.
- Développer, sécuriser et diffuser du contenu éducatif pour améliorer l'enseignement et la méthodologie de l'apprentissage.
- Recherche et évaluation de l'état actuel de la numérisation de l'information scolaire et universitaire, et recherche et support pour le développement des politiques éducatives concernant leur mise en œuvre.
- Soutenir la croissance de l’industrie privé de l'information de l'enseignement par l'émission de certificats de qualité et des expositions sur la formation en ligne.
- Soutien à la numérisation des universités et du matériel pédagogique[5].

## Réalisations
- Décembre 2004 - Certification en KOM comme la norme coréenne de gestion des métadonnées dans l'éducation (KS X 7001).
- Juillet 2005 - Certificat en ISO 9001 dans le Système de contrôle de la qualité du KERIS.
- Octobre 2006 - ISO / IEC 20000 Certificat de gestion du système de soutien aux infrastructures du RISS et EDUNET.
- Décembre 2006 - Certificat de Qualité ISO 9001 dans le Système de contrôle de qualité du KERIS pour la consultation internationale sur la formation en ligne.
- Janvier 2007 - 1er Prix UNESCO pour le progrès des TIC dans l'éducation.
- Avril 2007 - Récompense "IMS Learning Platinum Award Impact 2007".
- Novembre 2008 - Agence Coréenne pour la Technologie et les Standards (Korean Agency for Technology and Standards, KATS) a fixé « e-Learning quality certification guideline » (Ligne directrice pour la qualité de la formation en ligne) développé par KERIS comme Normes Coréennes Industrielles (Korean Industrial Standards, KS).
- Avril 2009 - "Educational information standard" (Standard de l'information pédagogique) développé par KERIS fixé comme standard international (International standard, IS).
- Décembre 2010 - "Korea Open CourseWare (KOCW) smartphone application" a gagné le premier prix au Web Award 2010 (secteur de l'éducation publique).
- Juillet 2011 - Désigné en tant qu'institution promotionnelle de la formation en ligne.
- Juin 2012 - Sélectionné comme excellente organisation publique concernant la gestion institutionnelle.
- Décembre 2012 - Sélectionné comme excellente organisation publique concernant le service client.
- Mai 2013 - Prix du "Platinum IMS Learning Impact Award 2013".
- Juillet 2014 - Le Premier Ministre a cité la valeur en matière de garantie de l'information.
- Décembre 2015 - Grand prix pour EDUNET au Web Award Korea pour le service public[1].

## Zones de travail

### Recherche et planification
KERIS effectue des recherches et des projets de planification dans une variété de domaines liés à la politique de l'éducation et la planification en Corée. Ses principales approches couvrent le développement et l'utilisation des TIC dans l'éducation comprenant le développement des ressources humaines, la formation des enseignants et des administrateurs des écoles élémentaires et secondaires, des études sur l'efficacité des politiques éducatives qui sont menées et la future et présente intégration des matériels de formation en ligne et des TIC dans le système d'éducatif. Grâce à une relation étroite avec le ministère de l'Éducation et du Développement des Ressources Humaines et de divers bureaux de l'éducation, KERIS reçoit des commentaires, des résultats et des informations sur leurs travaux de recherche et de planification.

### Formation en lignedans l'enseignement

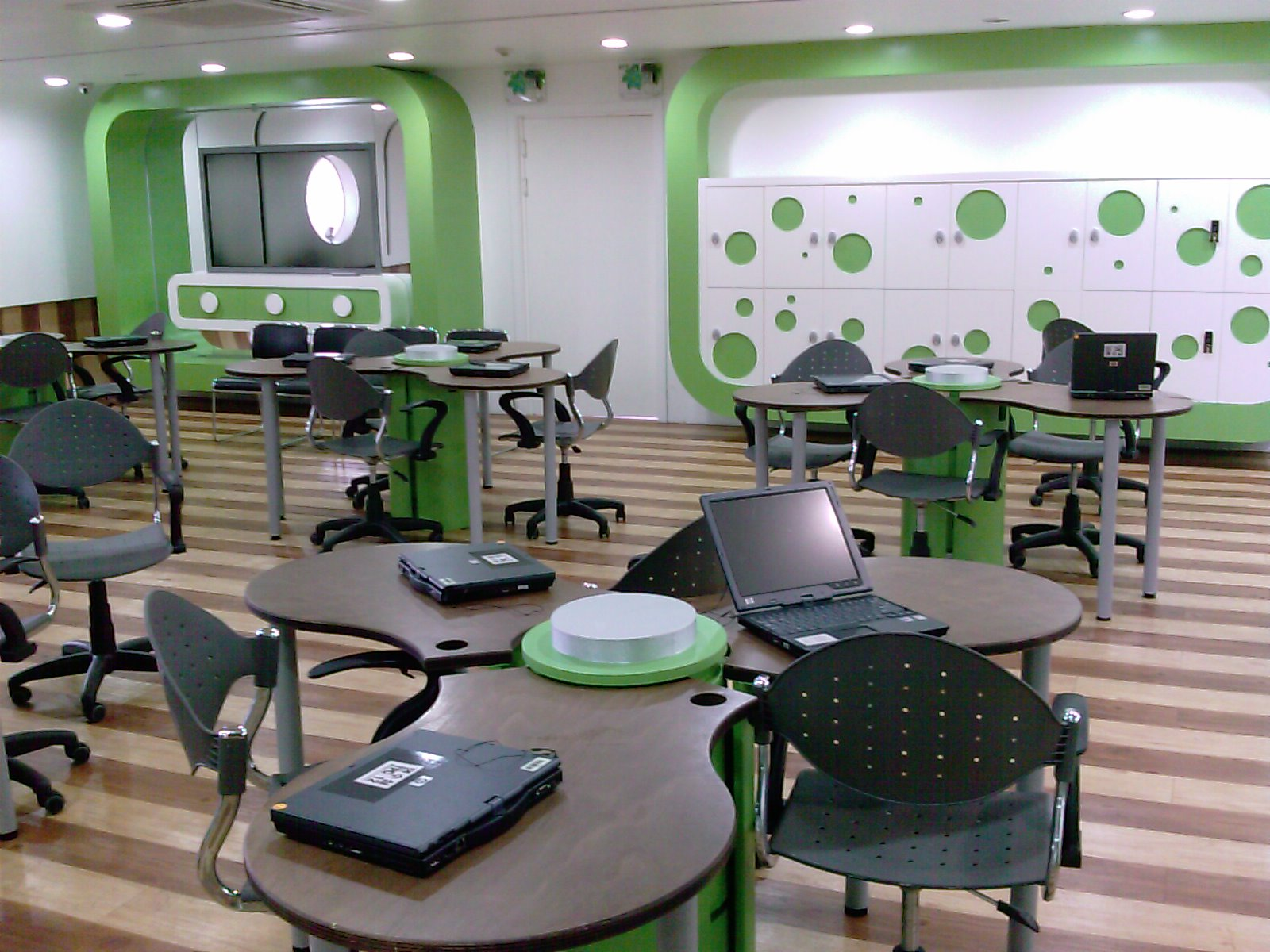
Une salle de classe basée sur l'informatique ubiquitaire (u-classroom) où les élèves utilisent des manuels numériques sur des ordinateurs tablettes.
KERIS mène actuellement des recherches sur les effets de ce type d'environnement dans le processus d'apprentissage.

KERIS est impliqué dans plusieurs aspects de la formation en ligne (e-learning) en visant la réduction des coûts de l'enseignement privé et du renforcement du système éducatif actuel. KERIS mène des recherches, propose des nouvelles politiques, aide à la diffusion et la validation de ressources pour l'apprentissage en ligne et évalue leurs efficacités. En outre, KERIS supervise une gamme de services de formation en ligne à travers Internet.
Le Centre National pour l'Enseignement et l'Apprentissage (EDUNET) est un service qui offre des ressources éducatives en Corée du Sud. EDUNET est public, mais est spécifiquement conçu pour soutenir les enseignants et les étudiants. En créant un lien entre le gouvernement central, les gouvernements locaux et les écoles, EDUNET fournit une gamme de matériels pour l'enseignement et l'apprentissage et d'autres types d'informations liées à l'éducation.
Le Cyber System pour l'Apprentissage à la Maison (Cyber Home Learning System, CHLS) est un service offert par Internet qui permet aux étudiants d'effectuer leurs études à la maison ou dans des lieux autres que scolaires. Les étudiants peuvent apprendre à leur propre rythme, avec des matériels souples et flexibles pour répondre aux besoins individuels.
Le Système de Soutien à la Bibliothèque Numérique (Digital Library Support System, DLS) est un système basé sur Internet qui prend en charge les bibliothèques scolaires construites dans les zones métropolitaines et les bureaux provinciaux de l'éducation. DLS est un service unique qui aide les bibliothèques scolaire à réaliser les fonctions de centre d'aide pour l'enseignement et l'apprentissage, de Bibliothèque numérique, et de centre de culture et de lecture.

### Réseau d'information sur la recherche
Le Service pour la Recherche d'Information (Research Information System Service, RISS) est un service d'échange d'informations académiques. Avec un réseau de coopération avec les bibliothèques universitaires et les institutions liées au processus de l'éducation, RISS donne accès aux sources d'informations, aux textes intégraux d'articles de journaux parus et aux thèses et dissertations écrites en Corée du Sud et à l'étranger
Le but est de soutenir la compétitivité mondiale dans le domaine de la recherche académique. RISS offre des services comme l'accès unifié aux catalogues des bibliothèques, de prêt entre bibliothèques, et l'accès libre et gratuit à des thèses afin de promouvoir le partage et la distribution d'informations.

### Administration en ligne
KERIS fait fonctionner et entretient le Service National d'Information sur l'Éducation (National Education Information System, NEIS), qui est un service intégré d'administration en ligne visant à améliorer l'efficacité des tâches administratives générales de l'éducation, d'optimiser le milieu de travail des enseignants et de fournir au public un nouveau service d'information sur l'administration scolaire. NEIS donne accès à toutes les informations pédagogiques en Corée du Sud via l'Internet en connectant tous les établissements primaires et secondaires avec plusieurs branches de bureaux du gouvernement.

## Coopération internationale
KERIS maintient une relation de travail étroite avec les institutions éducatives et les experts du monde entier. Pour promouvoir l'application des TIC dans l'éducation, KERIS a organisé plusieurs séminaires, et mène divers programmes de formation et des projets de recherche conjoints. Actuellement, la réalisation de nombreux projets pour la mise en œuvre des TIC et de la formation en ligne dans plusieurs pays en développement, y compris de nombreux pays d'Amérique latine. KERIS favorise le développement du capital humain et la croissance économique grâce à la numérisation, l'amélioration et l'harmonisation du système éducatif dans plusieurs pays, éliminant ainsi le fossé éducatif entre les zones urbaines et rurales et entre les classes sociales.